# 杤迫篤昌
枋迫 篤昌（とちさこ あつまさ、1953年4月28日 - ）は、アメリカの実業家。社会起業家。マイクロファイナンス・インターナショナル（MFIC）元代表取締役社長兼CEO。主に南米から米国へと渡ってきた銀行口座をもたない出稼ぎ移民の送金の手助けに金融業者として取り組んだことを評価され、社会企業家支援団体アショカ財団フェローに選出された。MFICは2013年11月に米国本社が解散した。

## 来歴
- 1976年同志社大学商学部卒業後、東京銀行（現三菱UFJ銀行）に入行[1]。
- 27年間つとめ、そのうちラテンアメリカにはメキシコでの語学研修、エクアドル中央銀行出向、ペルー駐在、パナマ駐在と通算12年間勤務。また、アトランタ駐在、ワシントン事務所長として米国にも通算5年間勤務。2003年3月、ワシントン事務所長を最後に東京三菱銀行退職[4]。
- 26歳の頃、メキシコで語学研修を行なっていた際に現地で仲よくなった人々のあまりの貧しさに衝撃を受ける[3]。
- 2003年、米ワシントンD.C.を拠点に Microfinance International Corporation（MFIC）を設立[3]。出稼ぎ移民にとっての送金手数料は非常に割高で、主な送金システムであるSWIFT (Society for Worldwide Interbank Financial Telecommunication）[5]を利用すると、正規手数料が15%程度とられていた。また、多くの出稼ぎ移民が裏金融を使って送金しており、その結果200ドル稼いでも、南米の家族のもとには130ドル程度しか届けられないという現状があったという[6]。杤迫は、この状態を解決するため、3.5%の手数料で送金を可能とする小口送金システムARIAS（アリアス）を作り上げた。このような、銀行口座をもたないラテンアメリカ系移民は"unbanked"と呼ばれ、約3000万人ほどおり、仕送り額は合計で6兆円規模にわたるものだったという[3][7]。
- 2009年 MFICがFRBと提携し、ARIASとFRBのシステム連携が開始される[5]。また、アイネスと提携し、アジア地区でもARIASの展開がはじまる[8]。
- 2013年3月31日、MFICが日本における資金移動業を廃止。[9]
- 2013年11月13日、MFICが解散。[10]

## 著書
- 『世界40億人を優良顧客にする！』（日経BP、2012）（枋迫篤昌著、構成；芦塚智子）